# SC Braga (női csapat)
A Sporting Clube de Braga női labdarúgó szakosztálya, melynek székhelye Bragában található.

## Játékoskeret
2022. szeptember 10-től
| #  |     | Poszt | Név               |
| -- | --- | ----- | ----------------- |
| 15 | POR | K     | Isabel Peixeiro   |
| 22 | POR | K     | Luísa Pinheiro    |
| 28 | POR | K     | Patrícia Morais   |
|    | POR | K     | Leonor Faria      |
| 3  | USA | V     | Paige Almendariz  |
| 4  | NED | V     | Anouk Dekker      |
| 5  | USA | V     | Leah Lewis        |
| 16 | POR | V     | Catarina Pereira  |
| 20 | POR | V     | Beatriz Rodrigues |
| 25 | CMR | V     | Aurelle Awona     |
| 26 | POR | V     | Ana Nogueira      |
| 55 | POR | V     | Ana Ribeiro       |
| 66 | POR | V     | Paula Fernandes   |
|    | POR | V     | Mariana Azevedo   |
| 6  | POR | KP    | Nicole Nunes      |
| 7  | POR | KP    | Vanessa Marques   |
| 11 | NED | KP    | Joline Amani      |

| #  |     | Poszt | Név             |
| -- | --- | ----- | --------------- |
| 12 | ISR | KP    | Vital Kats      |
| 14 | POR | KP    | Dolores Silva   |
| 17 | POR | KP    | Tânia Rodrigues |
| 21 | ESP | KP    | Laura Casanovas |
| 23 | POR | KP    | Ana Rute        |
| 34 | POR | KP    | Ana Pinto       |
|    | POR | KP    | Bárbara Afonso  |
|    | NGA | KP    | Peace Efih      |
|    | POR | KP    | Bárbara Martins |
|    | POR | CS    | Maria Salgado   |
| 8  | POR | CS    | Laura Luís      |
| 9  | CAN | CS    | Caroline Kehrer |
| 10 | BRA | CS    | Vitória Almeida |
| 18 | POR | CS    | Carolina Mendes |
| 19 | POR | CS    | Beatriz Fonseca |
| 99 | POR | CS    | Maria Leonor    |

## Korábbi híres játékosok
| - Melissa Antunes - Babi - Sara Brasil - Francisca Cardoso - Rute Costa - Edite Fernandes - Matilde Fidalgo - Ágata Filipa - Diana Gomes - Laura Luís - Inês Maia - Andreia Norton - Regina Pereira - Sílvia Rebelo - Dolores Silva - Jéssica Silva | - Machaela George - Hannah Keane - Denali Murnan - Shade Pratt - Géssica - Jana - Rayanne - Jermaine Seoposenwe - Marie Hourihan - Farida Machia - Myra Delgadillo - Cindy König - Chinaza Uchendu - Pauleta - Daniuska Rodríguez |

## Sikerek
- Portugál bajnok (1):
  - 2018–19
- Portugál kupagyőztes (1):
  - 2019–20
- Portugál ligakupa-győztes (1):
  - 2021–22
- Portugál szuperkupa (1):
  - 2018